# جوی (خواننده)
این یک نام کره‌ای است؛ نام خانوادگی پارک است.
پارک سویونگ (کره‌ای: 박수영؛ زادهٔ ۳ سپتامبر ۱۹۹۶)، که بیشتر با نام هنری جوی (به کره‌ای: 조이) شناخته می‌شود، خواننده و بازیگر کره‌ای و از اعضای گروه دخترانه رد ولوت است. او به عنوان بازیگر در مجموعه‌های تلویزیونی دروغگو و معشوقش و اغواگر بزرگ ایفای نقش کرده‌است.

## اوایل زندگی
پارک سو یونگ در جزیره ججو متولد شد و در منطقه دوبونگ، سئول زندگی کرد. خانواده وی از والدین و دو خواهر کوچکش پارک جی یونگ و پارک مین جی تشکیل شده‌اند.
در کودکی جوی به موسیقی modern trot علاقه‌مند بود و پس از دریافت تمجید از ترانه‌های گروه موسیقی راک کره ای "Cherry Filter" در حالی که یک جشنواره مدرسه کلاس داشت، مورد تحسین قرار گرفت.
جوی در سال ۲۰۱۲ توسط SM Entertainment در SM Global Audition در سئول آزمون داد. وی در کمپانی SM دو سال آموزش دید و در این مدت یک مربی آواز اسم صحنه "جوی" را به او داد.

## فیلم‌شناسی

### مجموعه تلویزیونی
| سال  | عنوان           | نقش        | شبکه | یادداشت‌ها |
| ---- | --------------- | ---------- | ---- | --------- |
| ٢٠١٧ | دروغگو و معشوقش | یون سو-ریم | tvN  | نقش اصلی  |
| ٢٠١٨ | اغواگر بزرگ     | اون ته-هی  | MBC  | نقش اصلی  |
| ٢٠٢١ | یکه و-تنها      | سونگ می-دو | JTBC | نقش اصلی  |

### مجموعه‌های اینترنتی
| سال  | عنوان                    | نقش        | شبکه    | یادداشت‌ها |
| ---- | ------------------------ | ---------- | ------- | --------- |
| ٢٠٢٢ | روزی روزگاری یک شهر کوچک | آن جا-یونگ | نتفلیکس | نقش اصلی  |

## جوایز و نامزدی‌ها
| سال  | جایزه                         | دسته‌بندی                            | نامزد / اثر     | نتیجه    | منابع |
| ---- | ----------------------------- | ----------------------------------- | --------------- | -------- | ----- |
| ۲۰۱۵ | MBC Entertainment Awards      | جایزه ستاره جدید                    | ما ازدواج کردیم | برنده    | [ ۴ ] |
| ۲۰۱۵ | MBC Entertainment Awards      | بهترین زوج جدید (همراه یوک سونگ-جه) | ما ازدواج کردیم | برنده    | [ ۴ ] |
| ۲۰۱۵ | MBC Entertainment Awards      | جایزه بهترین تازه‌وارد               | ما ازدواج کردیم | نامزدشده | [ ۴ ] |
| ۲۰۱۷ | OSEN Cable TV Awards          | جایزه تازه‌وارد                      | دروغگو و معشوقش | برنده    |       |
| ۲۰۱۸ | MBC Drama Awards              | بهترین بازیگر زن، جایزه تعالی       | اغواگر بزرگ     | نامزدشده |       |
| ۲۰۱۸ | MBC Drama Awards              | تازه‌کار سال                         | اغواگر بزرگ     | نامزدشده |       |
| ۲۰۱۸ | جوایز برند سال                | بازیگر سال                          | اغواگر بزرگ     | نامزدشده |       |
| ۲۰۱۸ | جوایز سئول                    | جایزه محبوبیت (دسته بازیگران درام)  | اغواگر بزرگ     | نامزدشده |       |
| ۲۰۱۹ | 14th Annual Soompi Awards     | بهترین آیدل بازیگر                  | اغواگر بزرگ     | نامزدشده |       |
| ۲۰۱۹ | جوایز برند سال                | نماد زیبای سال                      | —               | نامزدشده |       |
| ۲۰۱۹ | جوایز برند اول کره            | نماد زیبایی                         | —               | نامزدشده |       |
| ۲۰۲۰ | جوایز وفاداری مشتری نام تجاری | بهترین آیدل‌های زن                   | —               | برنده    |       |